# اللواء 8 مدفعية صواريخ (اليمن)
اللواء 8 مدفعية صواريخ  هو لواء عسكري يمني يتبع مجموعة ألوية الصواريخ ويتمركز في العاصمة صنعاء.

## قادة اللواء
| م | القائد                              | بداية          | نهاية         |
| - | ----------------------------------- | -------------- | ------------- |
| 1 | غير معروف                           | غير معروف      | 19 ديسمبر2012 |
| 2 | العميد الركن/ حسين صالح زياد        | 19 ديسمبر 2012 | 12 يوليو 2014 |
| 3 | العقيد الركن/ مسعود احمد حسين الغيش | 12 يوليو 2014  |               |